# Palacio de Arbelaiz

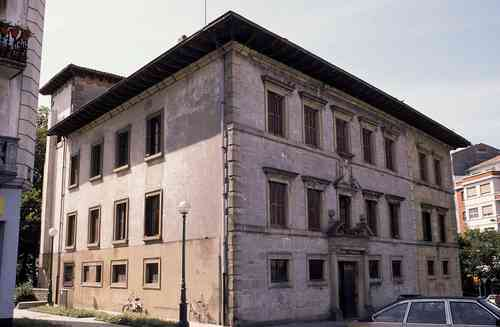
Palacio de Arbelaiz

El palacio de Arbelaiz es una casa-palacio de la ciudad guipuzcoana de Irún en el País Vasco (España). 
La familia Arbelaiz destacó en la posición de la vida política y social de Irún, dadas sus estrechas relaciones con la Corona Española.

## Descripción
Ubicado en las cercanías de la plaza de San Juan, se trata de un elegante edificio de planta rectangular y tejado a cuatro aguas. Consta de tres plantas y su fachada principal es de piedra sillar con dos partes diferenciadas. En sus extremos se alzan dos torres cuadradas y además posee una portada barroca con dos columnas dóricas.
El Palacio ha llegado a albergar una antigua colección privada de obras de arte que incluía cuadros atribuidos a pintores como Carracci, van Dyck, Rembrandt y Murillo.

## Historia
Construido en el siglo XVI, su autoría se le atribuye al italiano Tiburzio Spannocchi, conocido ingeniero militar al servicio de los reyes Felipe II y Felipe III.
En septiembre de 1936, durante la guerra civil española, se vio afectado por el incendio que destruyó parte del casco de la localidad, aunque posteriormente fue reconstruido.
Se trata de una construcción de gran relevancia histórica, ya que alojó a importantes personajes (Enrique III de Francia, Catalina de Médici, Carlos IV, Catalina de Braganza, Felipe V, Carlos X de Francia, etc.). 
Fue declarado Monumento Histórico-Artístico Provincial en 1964.